# Warren Morris
Warren Randall Morris, född den 11 januari 1974 i Alexandria i Louisiana, är en amerikansk före detta professionell basebollspelare som tog brons för USA vid olympiska sommarspelen 1996 i Atlanta.
Morris spelade därefter fem säsonger i Major League Baseball (MLB) 1999–2003. Han spelade för Pittsburgh Pirates (1999–2001), Minnesota Twins (2002) och Detroit Tigers (2003). Totalt spelade han 440 matcher i MLB med ett slaggenomsnitt på 0,267, 26 homeruns och 164 RBI:s (inslagna poäng).